# Bathypterois dubius
Espèce
Bathypterois dubius est une espèce de poissons de la famille des Ipnopidae.

## Description
Le mâle peut mesurer jusqu'à 20,5 cm, la femelle jusqu'à 20,4 cm.

## Écologie

### Prédateurs
Il peut être la proie du pailona commun (Centroscymnus coelolepis).

### Parasites
Le poisson peut être l'hôte de copépodes parasites tels que Sarcotretes eristaliformis.

## Répartition
On trouve cette espèce en Méditerranée et dans l'Atlantique jusqu'au golfe de Guinée au sud, les côtes de Nouvelle-Écosse à l'ouest et l'Islande au nord. Les individus des populations méditerranéennes sont les plus petits de l'espèce, ceux habitant le sud de la répartition atlantique sont de taille intermédiaire et ceux au nord, à partir du nord de la France et des îles Britanniques, sont les plus grands.
Il vit entre 260 et 2 800 m de profondeur, généralement entre 2100 et 2 300 m, ce qui en fait une espèce abyssale.

## Taxinomie
L'espèce admet pour synonyme Bathypterois mediterraneus Bauchot, 1962 et désignant autrefois les populations méditerranéennes. Le nom de genre vient du grec bathys, signifiant « profond » et de pterois, signifiant « ailé ».